# Luka Vezilić
Luka Vezilić (* 2. Juli 1948 in Dubrovnik) ist ein ehemaliger jugoslawischer Wasserballspieler. Er gewann mit der jugoslawischen Nationalmannschaft eine olympische Silbermedaille und gewann je eine Silber- und Bronzemedaille bei Europameisterschaften.

## Karriere
Der 1,88 m große Luka Vezilić war Torhüter bei VK Jug Dubrovnik, dem jugoslawischen Meister von 1980.
1974 bildete er zusammen mit Miloš Marković das jugoslawische Torhüterduo bei der Europameisterschaft 1974 in Wien. Alle acht beteiligten Mannschaften spielten gegeneinander. Die Jugoslawen gewannen vier Partien, spielten Unentschieden gegen Ungarn und Italien und verloren gegen die sowjetische Mannschaft. Am Ende waren die Ungarn mit sechs Siegen Europameister, dahinter lagen die Sowjetunion und Jugoslawien punktgleich. Die sowjetische Mannschaft hatte allerdings die bessere Tordifferenz und gewann Silber, während die Jugoslawen Bronze erhielten. Bei den Olympischen Spielen 1976 bildeten Miloš Marković und Zoran Kačić das Torhüterduo.
1977 bei der Europameisterschaft in Jönköping waren Marković und Kačić nicht dabei, während Vezilić ins Team zurückgekehrt war. Die jugoslawische Mannschaft wurde Zweite hinter den Ungarn. Den direkten Vergleich hatten die Ungarn mit 4:3 gewonnen. 1979 gewannen die Jugoslawen den Titel bei den Mittelmeerspielen in Split. 1980 bei den Olympischen Spielen in Moskau siegte die sowjetische Mannschaft vor den Jugoslawen und den Ungarn, wobei das 8:7 der Jugoslawen gegen die Ungarn entscheidend war. Die beiden Torhüter Luka Vezilić und Milorad Krivokapić kamen in allen acht Spielen zum Einsatz.